# Seoul Broadcasting System
Seoul Broadcasting System (coréen : 에스비에스, Eseubieseu, SBS, Système Audiovisuel de Séoul en français) est une société privée de radiotélédiffusion sud-coréenne qui concentre son activité dans la région de Séoul, Gyeongi, Incheon.

## Historique
Créée sous le nom de Seoul Broadcasting en 1990, elle change pour l'actuel SBS en mars 2000.

## Identité visuelle (logo)

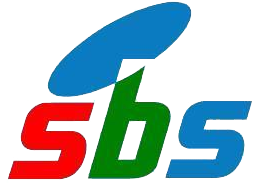
Premier logo de SBS, utilisé de 1990 à 1994.
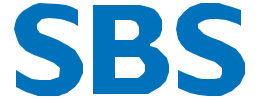
Deuxième logo de SBS, utilisé de 1994 à 2000.
Troisième logo de SBS,  utilisé depuis 2000.
Troisième logo de SBS,  utilisé depuis 2000.